# Paid in Full
"Paid in Full" é uma canção da banda finlandesa de power metal Sonata Arctica, lançada em 2007. Como lados-b, o single conta com uma versão do álbum da canção e um cover de "Out in the Fields", de Gary Moore. Estreou na primeira colocação da parada finlandesa.

## Faixas
1. "Paid in Full" (Radio Edit) − 3:50
2. "Out in the Fields" (cover de Gary Moore) − 4:06
3. "Paid in Full" (Album Version) − 4:24

## Músicos
- Tony Kakko - Voz
- Jani Liimatainen - Guitarra
- Marko Paasikoski - Baixo
- Henrik Klingenberg - Teclados
- Tommy Portimo - Bateria